# Oenoptera albimacula
Oenoptera albimacula là một loài bướm đêm trong họ Noctuidae.